# 沈燮昌
沈燮昌（1934年—1991年9月19日），男，浙江海宁人，中国数学家，曾任北京大学数学系教授、博士生导师，北京大学研究生院副院长。